# Juan Tomás Ávila Laurel

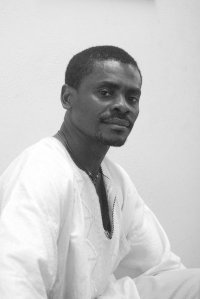
Juan Tomás Ávila Laurel

Juan Tomás Ávila Laurel (* 6. November 1966 in Malabo) ist ein Schriftsteller und Dichter aus Äquatorialguinea.

## Leben und Werk
Juan Tomás Ávila Laurel wurde am 6. November 1966 in Malabo, Äquatorialguinea geboren. Seine Eltern Manuel Ávila Fernández und Luisa Laurel Bizantino sind spanische Siedler von der Insel Annobón. Bis zu seinem 13. Lebensjahr lebte Laurel auf Annobón. Die Erzählung Arde el Monte de Noche (By Night the Mountain Burns) basiert auf seinen Erinnerungen an diese Zeit. Laurel absolvierte das Gymnasium in Malabo und hat eine abgeschlossene Ausbildung zum Krankenpfleger.
Juan Tomás Ávila Laurel schreibt Gedichte, Romane und Essays und ist Chefredakteur der Zeitung El Patio. Er zählt zu den führenden Vertretern der neuen äquatorialguineischen Literaturbewegung, einer Generation junger Autoren, deren erste Texte seit 1990 erschienen. Sein Werk wird charakterisiert durch intensive Kritik an den politischen Zuständen in seiner Heimat Äquatorialguinea sowie in ganz Afrika.
In seinen Blogs attackiert Laurel die diktatorische Regierung seines Landes. 2011 geriet er in internationale Schlagzeilen mit seinem Hungerstreik aus Protest gegen das diktatorische Regime von Präsident Teodoro Obiang Nguema Mbasogo und die „hoffnungslose und beunruhigende soziale, wirtschaftliche und politische Situation“ in Äquatorialguinea.
Auf Grund dieses Protestes sah er sich gezwungen das Land zu verlassen.
Er lebt heute im Exil in Barcelona.

## Werke
- 1994 – Poemas (Ediciones del Centro Cultural Hispano-Guineano, 1994)
- 1994 – Los hombres domésticos (Ediciones CCHG)
- 1998 – Rusia se va a Asamse (Ediciones CCHG)
- 1999 – La carga (Editorial Palmart, 1999)
- 1999 – Historia íntima de la humanidad (Ediciones Pángola, Malabo, 1999)
- 2000 – El derecho de pernada (Editorial Pángola, Malabo)
- 2000 – Áwala cu sangui (Editorial Pángola, Malabo)
- 2009 – Arde el Monte de Noche (Calambur Editorial, März 2009)
- 2012 – Letras transversales: obras escogidas (Biblioteca Hispanoafricana) (Editorial Verbum, 29. August 2012)
- Los elefantes en la luna. Diese Erzählung wurde verfilmt (One day I saw 10.000 elephants).